# Liste der Kulturdenkmäler in Hungen
Die folgende Liste enthält die in der Denkmaltopographie ausgewiesenen Kulturdenkmäler auf dem Gebiet  der Gemeinde Hungen, Landkreis Gießen, Hessen.
Hinweis: Die Reihenfolge der Denkmäler in dieser Liste orientiert sich zunächst an Ortsteilen und anschließend der Anschrift, alternativ ist sie auch nach der Bezeichnung, der vom Landesamt für Denkmalpflege vergebenen Nummer oder der Bauzeit sortierbar.
Kulturdenkmäler werden fortlaufend im Denkmalverzeichnis des Landes Hessen durch das Landesamt für Denkmalpflege Hessen auf Basis des Hessischen Denkmalschutzgesetzes (HDSchG) geführt. Die Schutzwürdigkeit eines Kulturdenkmals hängt nicht von der Eintragung in das Denkmalverzeichnis des Landes Hessen oder der Veröffentlichung in der Denkmaltopographie ab.

Das Vorhandensein oder Fehlen eines Objekts in dieser Liste ist keine rechtsverbindliche Auskunft darüber, ob es Kulturdenkmal ist oder nicht: Diese Liste entspricht möglicherweise nicht dem aktuellen Stand der offiziellen Denkmaltopographie. Diese ist für Hessen in den entsprechenden Bänden der Denkmaltopographie Bundesrepublik Deutschland und im Internet unter DenkXweb – Kulturdenkmäler in Hessen einsehbar. Auch diese Quellen sind, obwohl sie durch das Landesamt für Denkmalpflege Hessen aktualisiert werden, nicht immer aktuell, da es im Denkmalbestand immer wieder Änderungen gibt.
Eine verbindliche Auskunft erteilt allein das Landesamt für Denkmalpflege Hessen.
Nutze diese Kartenansicht, um Koordinaten in der Liste zu setzen. In dieser Kartenansicht sind Kulturdenkmale ohne Koordinaten mit einem roten bzw. orangen Marker dargestellt und können in der Karte gesetzt werden. Kulturdenkmale ohne Bild sind mit einem blauen bzw. roten Marker gekennzeichnet, Kulturdenkmale mit Bild mit einem grünen bzw. orangen Marker.

## Kulturdenkmäler nach Ortsteilen

### Bellersheim
| Bild           | Bezeichnung                        | Lage | Beschreibung | Bauzeit                     | Objekt-Nr. |
| -------------- | ---------------------------------- | --- | --- | --------------------------- | ---------- |
| weitere Bilder | Gesamtanlage historischer Ortskern | An den Häfergärten 1–11, 2–20, Eckgasse 1–5, 2–6, Kirchgasse 1–3, 2, Münchgasse 7–19, 2–8, Münzenberger Straße 1–7, 11–23, 2–20, 26, 30, Ostendstraße 2, Steggasse 1–3, 2–8, Vordergasse 1–17, 2–40 LageFlur: 1, Flurstück: | Siedlungskern um die Münzenberger Straße, mit Kirche, Unterburg, Mittelburg, Oberburg, Rathaus und Hofreiten |                             | 47569 DDB  |
| weitere Bilder |                                    | An den Hafergärten 5 LageFlur: 1, Flurstück: 90/2 | Verputztes Fachwerkwohnhaus, Hüttenberger Tor | 18. Jahrhundert             | 47571 DDB  |
| weitere Bilder |                                    | An den Hafergärten 20 LageFlur: 1, Flurstück: 248/2 | Verputztes Fachwerkwohnhaus einer Hofreite, Nebengebäude, Hoftor | Ausgehendes 18. Jahrhundert | 47572 DDB  |
| weitere Bilder | Mittelburg                         | Bettenhäuser Straße 1 LageFlur: 1, Flurstück: 73/2 | Wohngebäude und Treppenturm der ältesten Burg von Bellersheim | 1390                        | 47573 DDB  |
| weitere Bilder |                                    | Eckgasse 3 LageFlur: 1, Flurstück: 127 | Verputztes Fachwerkwohnhaus, Nebengebäude, Scheune | 17. Jahrhundert             | 47574 DDB  |
| weitere Bilder |                                    | Kirchgasse 1 LageFlur: 1, Flurstück: 56/2 | Hofanlage mit voluminösem Fachwerkwohnhaus | 16. Jahrhundert             | 47575 DDB  |
| weitere Bilder |                                    | Münchgasse 2 LageFlur: 1, Flurstück: 75 | Verputztes Fachwerkwohnhaus mit Toranlage | 18. Jahrhundert             | 47576 DDB  |
| weitere Bilder |                                    | Münchgasse 13 LageFlur: 1, Flurstück: 252/2 | Verputztes Fachwerkwohnhaus | 18. Jahrhundert             | 47577 DDB  |
| weitere Bilder | Ev. Kirche                         | Münzenberger Straße 1, Burgweingarten, Münzenberger Straße LageFlur: 1, Flurstück: 58/1, 58/2 | Klassizistische Querkirche nach dem Vorbild der Langsdorfer Kirche (1782), zweigeschossige Predigtkirche mit übergiebelten Mittelrisaliten an den Langseiten, flachgedeckter, schlicht ausgestatteter Innenraum, schlanker Ostturm mit Spitzhelm | 1812                        | 47578 DDB  |
| weitere Bilder | Pfarrhaus                          | Münzenberger Straße 2 LageFlur: 1, Flurstück: 115/1 | Später Gründerzeitbau mit adaptierten Fachwerkmotiven, Mittelrisalit mit Zwerchhaus | 1907                        | 47579 DDB  |
| weitere Bilder | Sachgesamtheit Unterburg           | Münzenberger Straße 3 LageFlur: 1, Flurstück: 62/1 | Herrenhaus, Keller, Wirtschaftsgebäude, Bruchsteinscheune | 1593                        | 47580 DDB  |
| weitere Bilder |                                    | Münzenberger Straße 4 LageFlur: 1, Flurstück: 114/2 | Fachwerkwohnhaus | Um 1700                     | 47581 DDB  |
| weitere Bilder |                                    | Münzenberger Straße 13 LageFlur: 1, Flurstück: 37/1 | Verkleidetes Fachwerkwohnhaus, überbautes Tor | 18. Jahrhundert             | 47582 DDB  |
| weitere Bilder |                                    | Münzenberger Straße 19 LageFlur: 1, Flurstück: 32 | Fachwerkwohnhaus, Fachwerkscheune | 1715                        | 47583 DDB  |
| weitere Bilder |                                    | Münzenberger Straße 20 LageFlur: 1, Flurstück: 74 | Verputztes Fachwerkwohnhaus, Holztor | 1672                        | 47584 DDB  |
| weitere Bilder | Spritzenhaus                       | Münzenberger Straße 26 LageFlur: 1, Flurstück: 278/1 | Verputzter Fachwerkbau, Schlauchturm | Um 1900                     | 47585 DDB  |
| weitere Bilder | Sachgesamtheit Oberburg            | Münzenberger Straße 30 LageFlur: 1, Flurstück: 279/1, 281/3, 281/8, 281/10, 281/11, 281/13, 281/14, 281/15 | Hofanlage mit Wohnhaus, Wirtschaftsgebäude, Stallungen, Umfassungsmauer | 1452 Ersterwähnung          | 47570 DDB  |
| weitere Bilder | Bahnhof                            | Ostendstraße 64 LageFlur: 1, Flurstück: 682 | Klinkerbau, Seitenrisalit mit Satteldach | um 1900                     | 47586 DDB  |
| weitere Bilder | Rathaus                            | Vordergasse 1, Münzenberger Straße LageFlur: 1, Flurstück: 108, 542 | Inselartig von Straßen umgeben, teilweise verputzter Fachwerkbau, Dachreiter | 1651                        | 47587 DDB  |
| weitere Bilder |                                    | Vordergasse 2 LageFlur: 1, Flurstück: 109 | Fachwerkwohnhaus, Eckhaus gegenüber dem Rathaus, Anbau mit eingeschnittenem Tor | 1674                        | 47592 DDB  |
| weitere Bilder |                                    | Vordergasse 4 LageFlur: 1, Flurstück: 110/1 | Gedrungenes verputztes Fachwerkwohnhaus, Holztor | 17. oder. 8. Jahrhundert    | 47588 DDB  |
| weitere Bilder |                                    | Vordergasse 5 LageFlur: 1, Flurstück: 227 | Verputztes Fachwerkwohnhaus | 17. Jahrhundert             | 47589 DDB  |
| weitere Bilder |                                    | Vordergasse 6 LageFlur: 1, Flurstück: 111 | Fachwerkwohnhaus, Pforte, Mauer | 1749                        | 47590 DDB  |
| weitere Bilder |                                    | Vordergasse 10 LageFlur: 1, Flurstück: 129 | Barockes Sandsteinportal | 1749                        | 47591 DDB  |
| weitere Bilder |                                    | Vordergasse 16 LageFlur: 1, Flurstück: 143/1 | Breites verputztes Fachwerkwohnhaus | 17. Jahrhundert             | 47593 DDB  |
| weitere Bilder |                                    | Vordergasse 23 LageFlur: 1, Flurstück: 212 | Fachwerkwohnhaus, Wirtschaftsgebäude | Um 1800                     | 47594 DDB  |
| weitere Bilder |                                    | Vordergasse 24 LageFlur: 1, Flurstück: 150/1 | Verputztes Fachwerkwohnhaus, Bruchsteinmauer | 18. Jahrhundert             | 47595 DDB  |
| weitere Bilder |                                    | Vordergasse 25 LageFlur: 1, Flurstück: 210/1 | Hofanlage mit verputztem Fachwerkwohnhaus, Scheune, Toranlage | 19. Jahrhundert             | 47596 DDB  |

### Hungen
| Bild           | Bezeichnung                           | Lage | Beschreibung | Bauzeit                                                                          | Objekt-Nr. |
| -------------- | ------------------------------------- | --- | --- | -------------------------------------------------------------------------------- | ---------- |
| weitere Bilder | Gesamtanlage historische Altstadt     | Am Zwenger 8, Bitzenstraße 1–19, 8–18, 24–68, Brauhofstraße 1–5, 2–8, Erbsengasse 1, 2–18, Karl-Reinhardt-Gasse 1–3, 2, Liebfrauenberg 1–5, 13–27, 2–14, Neugasse 1–9, 71–21, 2–4, Obertorstraße 5–39, 8–36, Saalgasse 1–7, 2–8, Schlossgasse 1–11, 2–6, Untertorstraße 1–29, 4–34 Lage | Altstadtkern am Knie der Horloff innerhalb der ehemaligen Stadtbefestigung |                                                                                  | 47599 DDB  |
| weitere Bilder | Robert-Koch-Straße 11                 | Robert-Koch-Straße 11 LageFlur: 1, Flurstück: | Landhaus, Schablonenmalereien an den Wänden, bauzeitlicher Innenausbau | 1925                                                                             | 227221 DDB |
| weitere Bilder | Gesamtanlage Robert-Koch-Straße 15–25 | Robert-Koch-Straße 15–25 LageFlur: 1, Flurstück: 315/3, 315/4, 315/5, 315/6, 315/7, 315/12, 315/13 | Drei Doppelwohnhäuser, Heimatstil kombiniert mit klassizistischen Bauformen | 1920er                                                                           | 47600 DDB  |
| weitere Bilder | Sachgesamtheit Jüdischer Friedhof     | Am Judenfriedhof LageFlur: 1, Flurstück: 2/2 | 3177 m³ großes Areal, zahlreiche Grabsteine ab Mitte des 19. Jahrhunderts, Begräbnisstätte auch für Juden aus Langsdorf, Inheiden und Utphe |                                                                                  | 47601 DDB  |
| weitere Bilder | Schule                                | Am Zwenger 8 LageFlur: 1, Flurstück: 452/7 | Zweigeschossiger Rechteckbau im Stil des Klassizismus, zehnachsige Fassade | 1913                                                                             | 47603 DDB  |
| weitere Bilder | Gefallenendenkmal                     | Am Zwenger o. Nr. LageFlur: 1, Flurstück: 452/8 | Gefallenendenkmal Erster Weltkrieg, mit langgezogener Mauer gegenüber der Schule |                                                                                  |            |
| weitere Bilder |                                       | Bismarckstraße 2 LageFlur: 6, Flurstück: 155/1 | Wohnhaus im Heimatstil | Anfang 20. Jahrhundert                                                           | 47605 DDB  |
| weitere Bilder |                                       | Bismarckstraße 5, Bismarckstraße 7 LageFlur: 6, Flurstück: 133/1, 136/1 | Aufwendig gestaltetes axialsymmetrisches Doppelwohnhaus, Zierfachwerk, Krüppelwalmgiebel | 1909                                                                             | 47606 DDB  |
| weitere Bilder |                                       | Bitzenstraße 5 LageFlur: 1, Flurstück: 30/2 | Fachwerkwohnhaus, Eckhaus |                                                                                  | 47607 DDB  |
| weitere Bilder |                                       | Bitzenstraße 8 LageFlur: 1, Flurstück: 160 | Verputztes dreigeschossiges Fachwerkwohnhaus |                                                                                  | 47608 DDB  |
| weitere Bilder |                                       | Bitzenstraße 11 LageFlur: 1, Flurstück: 26 | Fachwerkwohnhaus | 18. Jahrhundert                                                                  | 47609 DDB  |
| weitere Bilder |                                       | Bitzenstraße 16 LageFlur: 1, Flurstück: 150/14 | Fachwerkwohnhaus | 17. Jahrhundert                                                                  | 47610 DDB  |
| weitere Bilder |                                       | Bitzenstraße 17 LageFlur: 1, Flurstück: 19/1 | Fachwerkwohnhaus, zweites Obergeschoss an giebelständiger Straßenseite | Um 1700                                                                          | 47611 DDB  |
| weitere Bilder | Fachwerkhaus                          | Bitzenstraße 34, Bitzenstraße 36 LageFlur: 1, Flurstück: 133/1, 136/1 | Fachwerk-Doppelwohnhaus, ältestes Wohnhaus Hungens | 1465                                                                             | 47612 DDB  |
| weitere Bilder | Ehemalige Synagoge mit Gemeindehaus   | Bitzenstraße 38 LageFlur: 1, Flurstück: 135/3 | Verputzter rechteckiger Fachwerkbau | 1832                                                                             | 47613 DDB  |
| weitere Bilder |                                       | Bitzenstraße 50 LageFlur: 1, Flurstück: 121/1 | Fachwerkwohnhaus | 18., 19. Jahrhundert                                                             | 47614 DDB  |
| weitere Bilder | Historische Stadtmauer                | Bitzenstraße, Bitzenstraße 26, Bitzenstraße 64, Bitzenstraße 56 LageFlur: 1, Flurstück: 100/7,113/3,117/1,143,145/2 | Abschnitt der Stadtmauer |                                                                                  | 47615 DDB  |
| weitere Bilder |                                       | Brauhofstraße 8 LageFlur: 1, Flurstück: 204 | Fachwerkwohnhaus, Hoftor, Freitreppe, Eckhaus | 17. Jahrhundert                                                                  | 47616 DDB  |
| weitere Bilder | Friedhof und Ehrenmal                 | Friedberger Straße o. Nr. LageFlur: 1, Flurstück: 366/1 | Gefallenendenkmal 1870/71, Grabsteine 19. Jahrhundert |                                                                                  |            |
| weitere Bilder |                                       | Gießener Straße 5 LageFlur: 4, Flurstück: 79,80 | Wohnhaus, Zierfachwerk | 1907                                                                             | 47618 DDB  |
| weitere Bilder |                                       | Gießener Straße 14 LageFlur: 6, Flurstück: 123 | Rechteckiges Wohnhaus, Zwerchhaus, Zierfachwerk | 1906                                                                             | 47619 DDB  |
| weitere Bilder |                                       | Liebfrauenberg 2, Liebfrauenberg 4 LageFlur: 1, Flurstück: 9,8 | Verputztes Fachwerk Wohn- und Geschäftshaus am Marktplatz |                                                                                  | 47620 DDB  |
| weitere Bilder |                                       | Liebfrauenberg 3, Liebfrauenberg 5 LageFlur: 1, Flurstück: 55/1 | Gebäudekomplex am Marktplatz, Fachwerkgefüge | Im 19. Jahrhundert erneuert                                                      | 47621 DDB  |
| weitere Bilder |                                       | Liebfrauenberg 17 LageFlur: 1, Flurstück: 59/1 | Fachwerkhaus mit zwei Anbauten | 18. Jahrhundert                                                                  | 47622 DDB  |
| weitere Bilder |                                       | Liebfrauenberg 19 LageFlur: 1, Flurstück: 95 | Hofanlage mit Fachwerkwohnhaus, Scheune, Nebengebäude | 1667                                                                             | 47623 DDB  |
| weitere Bilder | Ev. Stadtkirche                       | Neugasse 3 LageFlur: 1, Flurstück: 1 | Reformierte Predigtkirche mit vier Baukörpern im Stil der Schlossarchitektur um 1600, unterer Turmschaft 12. Jahrhundert, Obergeschosse 13. Jahrhunderts, spätgotischer Chor zwischen 1514 und 1518, Kirchenschiff im Stil der Renaissance zwischen 1596 und 1608, Wendeltreppenhaus mit welscher Haube | 12. Jahrhundert, 1608 vollendet; erneuert 1905–1907 von Architekt Ludwig Hofmann | 47624 DDB  |
| weitere Bilder | Pfarrhaus                             | Neugasse 5 LageFlur: 1, Flurstück: 13/2 | Spätklassizistischer rechteckiger Bau mit Satteldach | Mitte 19. Jahrhundert                                                            | 47625 DDB  |
| weitere Bilder |                                       | Obertorstraße 13 LageFlur: 1, Flurstück: 48/2 | Voluminöses Fachwerkwohnhaus, Eckhaus | 15. oder 16. Jahrhundert                                                         | 47626 DDB  |
| weitere Bilder |                                       | Obertorstraße 25 LageFlur: 1, Flurstück: 41 | Wohn- und Geschäftshaus mit vier Fenster- und Schaufensterachsen | Spätklassizistisch                                                               | 47628 DDB  |
| weitere Bilder |                                       | Obertorstraße 29 LageFlur: 1, Flurstück: 39/4 | Dreigeschossiges Fachwerkwohnhaus am Marktplatz, Eckhaus, Hinweise auf Nutzung als Synagoge | 1661                                                                             | 47629 DDB  |
| weitere Bilder |                                       | Obertorstraße 33 LageFlur: 1, Flurstück: 35 | Fachwerkwohnhaus am Marktplatz | 1663                                                                             | 47630 DDB  |
| weitere Bilder |                                       | Poststraße 3 LageFlur: 6, Flurstück: 175/2 | Wohnhaus im Landhausstil, großes Dachgeschoss mit vier Giebeln, Wintergartenanbau | 1908                                                                             | 47631 DDB  |
| weitere Bilder | Ehemalige Oberschule                  | Raiffeisenstraße 5 LageFlur: 1, Flurstück: 298/2 | Klinkerbau mit Mittelrisalit | 1898                                                                             | 47632 DDB  |
| weitere Bilder | Bahnhof                               | Raiffeisenstraße 7, Bahnhof LageFlur: 4, Flurstück: 134/3 | Dreiteiliges Stationsgebäude, Stellwerk im Klinkerbau | Um 1900                                                                          | 47633 DDB  |
| weitere Bilder |                                       | Saalgasse 3 LageFlur: 1, Flurstück: 69/1 | Fachwerkwohnhaus | Frühes 18. Jahrhundert                                                           | 47634 DDB  |
| weitere Bilder |                                       | Saalgasse 7 LageFlur: 1, Flurstück: 94 | Fachwerkwohnhaus | um 1700                                                                          | 47635 DDB  |
| weitere Bilder |                                       | Schlossgasse 4 LageFlur: 1, Flurstück: 71 | Fachwerkwohnhaus | Frühe Entstehungszeit aufgrund der Fachwerkkonstruktion                          | 47636 DDB  |
| weitere Bilder |                                       | Schlossgasse 6 LageFlur: 1, Flurstück: 70 | Hochgeschossiger siebenachsiger Rechteckbau, hohe Dachgauben, Mauer | Klassizismus                                                                     | 47637 DDB  |
| weitere Bilder | Sachgesamtheit Schloss                | Schloßgasse 11, Schloßgasse 7 LageFlur: 1, Flurstück: 90/2, 90/5, 92/3, 92/4, 98/3 | |                                                                                  | 47602 DDB  |
| weitere Bilder |                                       | Untertorstraße 9 LageFlur: 1, Flurstück: 172 | Verkleidetes dreigeschossiges Fachwerkwohnhaus | 18. Jahrhundert                                                                  | 47638 DDB  |
| weitere Bilder |                                       | Untertorstraße 25 LageFlur: 1, Flurstück: 184/16 | Fachwerkwohnhaus | 1604                                                                             | 47639 DDB  |
| weitere Bilder |                                       | Untertorstraße 34 LageFlur: 1, Flurstück: 198/2 | Fachwerkwohnhaus, Linke Fensterachse vorgezogen | 1785                                                                             | 47640 DDB  |

### Inheiden
| Bild           | Bezeichnung             | Lage                                                             | Beschreibung | Bauzeit                                                     | Objekt-Nr. |
| -------------- | ----------------------- | ---------------------------------------------------------------- | --- | ----------------------------------------------------------- | ---------- |
| weitere Bilder | „Alte Schule“           | Hinterm Turm 1 LageFlur: 1, Flurstück: 1/1                       | Später Rathaus, Glockentürmchen, Ortsmittelpunkt                                                                                         | 18. Jahrhundert                                             | 47642 DDB  |
| weitere Bilder |                         | Hinterm Turm 14 LageFlur: 1, Flurstück: 29/1                     | Verputztes Fachwerkwohnhaus, Wirtschaftsgebäude, Hofpflasterung                                                                          | Spätes 18. oder frühes 19. Jahrhundert                      | 47643 DDB  |
| weitere Bilder |                         | Holzbrückenweg 3, Holzbrückenweg 3A LageFlur: 1, Flurstück: 75/4 | Fachwerkwohnhaus, barocke Toranlage aus Sandstein, Freitreppe                                                                            | Spätes 17. oder frühes 18. Jahrhundert(Gebäude), 1753 (Tor) | 47644 DDB  |
| weitere Bilder | Ehemaliges Spritzenhaus | Seestraße 10 LageFlur: 1, Flurstück: 62/5                        | Schlichter Gemeinschaftsbau, Rundfenster                                                                                                 | 1903                                                        | 47645 DDB  |
| weitere Bilder |                         | Seestraße 22 LageFlur: 1, Flurstück: 50/1                        | Verputztes Fachwerkwohnhaus, Freitreppe, Wirtschaftsgebäude, seitlich an Straßengablung gegenüber Alter Schule                           | 18. Jahrhundert                                             | 47646 DDB  |
| weitere Bilder |                         | Seestraße 29, Seestraße 31 LageFlur: 1, Flurstück: 155, 154/1    | Traufseitig verputztes Fachwerkdoppelwohnhaus, seitlich an Straßengablung gegenüber Alter Schule                                         | 18. Jahrhundert                                             | 47647 DDB  |
| weitere Bilder |                         | Seestraße 33 LageFlur: 1, Flurstück: 158/1                       | Verkleidetes Fachwerkwohnhaus seitlich an Straßengablung gegenüber Alter Schule                                                          |                                                             | 47648 DDB  |
| weitere Bilder |                         | Stefan-Kuhn-Straße 1 LageFlur: 1, Flurstück: 85/2                | Hofreite, verputztes/verkleidetes Fachwerkwohnhaus, Nebengebäude, Wirtschaftsgebäude, Klinkermauer, Eisengittertor; an Straßeneinmündung | 18. Jahrhundert                                             | 47649 DDB  |
| weitere Bilder |                         | Stefan-Kuhn-Straße 4 LageFlur: 1, Flurstück: 124                 | verputztes Fachwerkwohnhaus, barocke Toranlage aus Sandstein, Nebengebäude, Scheune                                                      | 18. Jahrhundert                                             | 47650 DDB  |

### Langd
| Bild           | Bezeichnung                        | Lage | Beschreibung                                                                                  | Bauzeit                  | Objekt-Nr. |
| -------------- | ---------------------------------- | --- | --------------------------------------------------------------------------------------------- | ------------------------ | ---------- |
| weitere Bilder | Gesamtanlage historischer Ortskern | Enggasse 1–5, 2–12, Hiesbach 2–30, Obergasse 1–25, 2–26, Pfarrecke 1–19, Rathausgasse 1–21, 2–30, Schulecke 1–7, 2–8, Taunusstraße 1–9, Zum Dorffrieden 1 LageFlur: 1, Flurstück:      | Kleinteiliges Gassensystem, unregelmäßig ineinandergehende Hofreiten                          | 18. Jahrhundert          | 47652 DDB  |
| weitere Bilder |                                    | Hiesbach 13 LageFlur: 1, Flurstück: 114 | Fachwerkhofreite, Wohnhaus, Nebengebäude, Scheune                                             | 19. Jahrhundert          | 47654 DDB  |
| weitere Bilder | Sachgesamtheit Hof Graß            | Hof Graß 1, Hof Graß 12, Hof Graß 3C, Hof Graß 3B, Hof Graß 3A, Hof Graß 3, Hof Graß 9, Hof Graß 7, Hof Graß 6, Hof Graß 5, Hof Graß 4a, Hof Graß 4 LageFlur: 1, Flurstück: 27, 28, 29 | Hofanlage, klassizistisches Herrenhaus, Stallgebäude mit Glockenturm, Ziehbrunnen, Mühle      | 1371 Ersterwähnung       | 47653 DDB  |
| weitere Bilder |                                    | Obergasse 16 LageFlur: 1, Flurstück: 39/1 | Fachwerkwohnhaus                                                                              | 1607                     | 47655 DDB  |
| weitere Bilder |                                    | Obergasse 19 LageFlur: 1, Flurstück: 82 | Kassettierte Eingangstür mit Oberlicht                                                        | Frühes 19. Jahrhundert   | 47656 DDB  |
| weitere Bilder |                                    | Obergasse 25 LageFlur: 1, Flurstück: 85 | Fachwerkhofreite, Wohnhaus, Nebengebäude, Scheune, Hüttenberger Tor                           | 18. Jahrhundert          | 47657 DDB  |
| weitere Bilder |                                    | Obergasse 28, Obergasse 28a LageFlur: 1, Flurstück: 12/2 | Kellereingang, Torpfosten, Mauer                                                              | 1619                     | 47658 DDB  |
| weitere Bilder | Erdkeller                          | Obergasse 42 LageFlur: 1, Flurstück: 1 | Keller an Ortsrandböschung, Trockenmauer aus Bruchstein                                       |                          | 47659 DDB  |
| weitere Bilder | Wasserbehälter                     | Auf der Hohl LageFlur: 4, Flurstück: 146 | Aufwendig gestaltete Eisentür                                                                 |                          | 47669 DDB  |
| weitere Bilder | Du Thil-Denkmal                    | Unterstes Eichwäldchen LageFlur: 1, Flurstück: 4 | Stumpf einer Gedenksäule aus Sandstein                                                        | 18. Jahrhundert          | 47670 DDB  |
| weitere Bilder | Ehemaliges Pfarrhaus               | Pfarrecke 3 LageFlur: 1, Flurstück: 232 | Schlichter großvolumiger Bau, Tor                                                             | 19. Jahrhundert          | 47660 DDB  |
| weitere Bilder |                                    | Pfarrecke 11 LageFlur: 1, Flurstück: 241, 242 | Verputztes Fachwerkwohnhaus                                                                   | Frühes 16. Jahrhundert   | 47661 DDB  |
| weitere Bilder |                                    | Rathausgasse 6 LageFlur: 1, Flurstück: 223 | Fachwerkwohnhaus, Eckhaus                                                                     | 1617                     | 47663 DDB  |
| weitere Bilder |                                    | Rathausgasse 14 LageFlur: 1, Flurstück: 263 | Verputztes Fachwerkwohnhaus                                                                   | 18. Jahrhundert          | 65641 DDB  |
| weitere Bilder |                                    | Rathausgasse 18 LageFlur: 1, Flurstück: 267/1 | Aufwendig gestaltetes Fachwerkwohnhaus                                                        | 1607                     | 47664 DDB  |
| weitere Bilder |                                    | Rathausgasse 22 LageFlur: 1, Flurstück: 271 | Hofreite, verputztes Fachwerkwohnhaus, Nebengebäude, Scheune                                  | 18. Jahrhundert          | 47665 DDB  |
| weitere Bilder |                                    | Rathausgasse 24 LageFlur: 1, Flurstück: 272 | Fachwerkwohnhaus                                                                              | 18. Jahrhundert          | 47666 DDB  |
| weitere Bilder | Ev. Pfarrkirche                    | Rathausgasse 30, Rathausgasse, In den Pfremen am Wallgraben LageFlur: 1, Flurstück: 300/5, 301/1, 109/3                                                                                | Frühgotischer Chorturm, spätgotische Sakristei, historistische Saalkirche                     | 13./15. Jahrhundert/1864 | 47667 DDB  |
| weitere Bilder | Ehemalige Schule                   | Taunusstraße 14 LageFlur: 1, Flurstück: 188/1 | Historisierendes Ziegelbauwerk, Seitenrisalit mit Treppengiebel, Eckrisalit mit Turmbedachung | Kurz vor 1900            | 47668 DDB  |

### Nonnenroth
| Bild           | Bezeichnung | Lage                                                | Beschreibung | Bauzeit                      | Objekt-Nr. |
| -------------- | ----------- | --------------------------------------------------- | --- | ---------------------------- | ---------- |
| weitere Bilder |             | Brunnenstraße 4 LageFlur: 1, Flurstück: 3           | Fachwerkwohnhaus, Mannfigur | 1693                         | 47672 DDB  |
| weitere Bilder |             | Hauptstraße 4 LageFlur: 1, Flurstück: 51            | Fachwerkwohnhaus | 17. Jahrhundert              | 47673 DDB  |
| weitere Bilder |             | Hauptstraße 8 LageFlur: 1, Flurstück: 74, 75        | Hofreite, verputztes Fachwerkwohnhaus, dazwischenliegendes Eckhaus fehlt, Fachwerkhaus mit eingeschnittenem Tor                                 |                              | 47674 DDB  |
| weitere Bilder |             | Hauptstraße 14 LageFlur: 1, Flurstück: 78           | Im Erdgeschoss verputztes Fachwerkwohnhaus, Mannfiguren                                                                                         | Ende 17. Jahrhundert         | 47675 DDB  |
| weitere Bilder |             | Hauptstraße 15 LageFlur: 1, Flurstück: 7            | Verputztes Fachwerkwohnhaus hinter modernem Anbau                                                                                               | 17. Jahrhundert              | 47676 DDB  |
| weitere Bilder |             | In den Gärten 2 LageFlur: 1, Flurstück: 185         | Fachwerkwohnhaus | 1770 (Sekundäre Inschrift)   | 47677 DDB  |
| weitere Bilder | Ev. Kirche  | Kirchberg 11 LageFlur: 1, Flurstück: 88             | Wehrhafter Chorturm des 13. Jahrhunderts, barocke Turmhaube mit vorgebautem Spitzhelm (mittelalterliche Reste), quadratisches Langhaus von 1775 | 13. Jahrhundert (Turm), 1775 | 47678 DDB  |
| weitere Bilder | Steinkreuz  | Grünberger Straße o. Nr. LageFlur: 1, Flurstück: 73 | Großes Kreuz aus Basaltlava |                              | 65546 DDB  |

### Obbornhofen
| Bild           | Bezeichnung                        | Lage | Beschreibung | Bauzeit                          | Objekt-Nr. |
| -------------- | ---------------------------------- | --- | --- | -------------------------------- | ---------- |
| weitere Bilder | Gesamtanlage historischer Ortskern | Bachgasse 3–7, 2–8, 14–18, Braugasse 1–3, 2–14, Gustav-Lorenz-Weg 1–7, 2, Hexenweg 2, Kälbergasse 1–13, 2, Oberhofstraße 1–5, 2–18, Untergasse 1–5, 2–18 Lage | |                                  | 47680 DDB  |
| weitere Bilder | Sachgesamtheit Jüdischer Friedhof  | Eichelberg LageFlur: 6, Flurstück: 2 | Außerhalb am Eichelberg, ca. 40 Grabsteine, Begräbnisplatz auch für Bellersheimer und Wohnbacher Juden                                       | 19. Jahrhundert                  | 47682 DDB  |
| weitere Bilder | Gesamtanlage Kommenturgasse        | Kommenturgasse 4–20 Lage | Hofeiten mit Fachwerkwohnhäusern und Scheunen                                                                                                | Ende 17., Anfang 18. Jahrhundert | 47681 DDB  |
| weitere Bilder | Fachwerkwohnhaus                   | Bachgasse 7 LageFlur: 1, Flurstück: 88/1 | Verputztes Fachwerkwohnhaus | 17. Jahrhundert                  | 47684 DDB  |
| weitere Bilder | Wasseraufbereitungsanlage          | Bachgasse LageFlur: 1, Flurstück: 67/1, 644 | Turm mit Becken | 1928                             | 47685 DDB  |
| weitere Bilder | Fachwerkwohnhaus                   | Braugasse 3 LageFlur: 1, Flurstück: 96/1 | Verputztes Fachwerkwohnhaus | 17. Jahrhundert                  | 47686 DDB  |
| weitere Bilder | Evangelische Kirche                | Gustav-Lorenz-Weg 5, Am Hang LageFlur: 1, Flurstück: 287, 288                                                                                                 | quadratischer Chorturm des 13. Jahrhunderts mit verschiefertem, spätgotischem Fachwerk, rechteckige Saalkirche von 1741/42, innen Stuckdecke | 13. Jahrhundert (Turm), 1741/42. | 47689 DDB  |
| weitere Bilder | Fachwerkwohnhaus                   | Gustav-Lorenz-Weg 7 LageFlur: 1, Flurstück: 270 | Fachwerkwohnhaus | 17. Jahrhundert                  | 47690 DDB  |
| weitere Bilder | Fachwerkwohnhaus                   | Kälbergasse 1 LageFlur: 1, Flurstück: 137 | Verputztes Fachwerkwohnhaus | 18. Jahrhundert                  | 47691 DDB  |
| weitere Bilder | Fachwerkwohnhaus                   | Kälbergasse 2 LageFlur: 1, Flurstück: 141/2 | Verkleidetes, verputztes Fachwerkwohnhaus | 17. Jahrhundert                  | 47692 DDB  |
| weitere Bilder | Fachwerkwohnhaus                   | Kommenturgasse 4 LageFlur: 1, Flurstück: 187/1 | Verputztes Fachwerkwohnhaus | Um 1700                          | 47693 DDB  |
| weitere Bilder | Ehemalige Synagoge                 | Kommenturgasse 9 LageFlur: 1, Flurstück: 149 | Verputztes Fachwerkgebäude, 1938 innen zerstört                                                                                              | 1879                             | 47694 DDB  |
| weitere Bilder | Hofreite                           | Kommenturgasse 18, Die Wiesengärten LageFlur: 1, Flurstück: 175/1                                                                                             | Hofreite mit Fachwerkwohnhaus und Fachwerkscheune                                                                                            | 18. Jahrhundert                  | 47695 DDB  |
| weitere Bilder | Hofanlage                          | Kommenturgasse 20 LageFlur: 1, Flurstück: 174/1 | Hofanlage, benannt nach einer hier früher betriebenen Bäckerei „Konterbäckersch“.                                                            | 18. Jahrhundert                  | 47696 DDB  |
| weitere Bilder | Sachgesamtheit Kommenturhof        | Kommenturgasse 24, Kommenturgasse 24a, Kommenturgasse 24b LageFlur: 1, Flurstück: 168/4,169/2,170/4,508/5,508/6,508/7,508/8                                   | Hofgut, klassizistisches Wohnhaus, Wirtschaftsgebäude, Brunnen                                                                               | 17., 18., 19. Jahrhundert        | 47683 DDB  |
| weitere Bilder | Ehemaliges Rathaus                 | Oberhofstraße 2 LageFlur: 1, Flurstück: 89 | Fachwerkgebäude | Um 1500                          | 47697 DDB  |
| weitere Bilder | Ehemalige Schule                   | Oberhofstraße 4 LageFlur: 1, Flurstück: 74/1 | Fachwerkwohnhaus, ehemals Schulgebäude |                                  | 47698 DDB  |
| weitere Bilder | Fachwerkwohnhaus                   | Oberhofstraße 5 LageFlur: 1, Flurstück: 263 | Verputztes Fachwerkwohnhaus, Toranlage |                                  | 47699 DDB  |
| weitere Bilder | Fachwerkwohnhaus                   | Oberhofstraße 12 LageFlur: 1, Flurstück: 70/1 | Nicht (mehr) als Einzeldenkmal im Denkmalverzeichnis geführt.                                                                                |                                  |            |
| weitere Bilder | Ehemaliges Pfarrhaus               | Oberhofstraße 23 LageFlur: 1, Flurstück: 278/3 | Verputztes Fachwerkwohnhaus | 18. Jahrhundert                  | 47701 DDB  |
| weitere Bilder | Obergärten                         | Oberhofstraße, Die Obergärten, Oberhofstraße 20, Oberhofstraße 22, Am Hang 4, Am Hang 2 LageFlur: 1, Flurstück: 291/25,307/6,309/6,598/6,714,715,717,718,739  | Bruchstein-Kellereingänge, als flach überwölbte Erdkeller an der Böschung.                                                                   | 19. Jahrhundert                  | 47702 DDB  |
| weitere Bilder | Fachwerkwohnhaus                   | Schulstraße 6 LageFlur: 1, Flurstück: 238/1 | Giebelständiges zweigeschossiges Fachwerkwohnhaus.                                                                                           | 17. Jahrhundert                  | 47703 DDB  |
| weitere Bilder | Schule                             | Schulstraße 18 LageFlur: 1, Flurstück: 416/12 | Neunachsiger Klinkerbau mit Mittelrisalit.                                                                                                   | 1898–1900                        | 47704 DDB  |
| weitere Bilder | Fachwerkwohnhaus                   | Untergasse 1 LageFlur: 1, Flurstück: 244/3 | Verputztes Fachwerkwohnhaus mit Tordurchfahrt                                                                                                | 18. Jahrhundert                  | 47705 DDB  |
| weitere Bilder | Fachwerkwohnhaus                   | Untergasse 2 LageFlur: 1, Flurstück: 139 | Verputztes Fachwerkwohnhaus | 18. Jahrhundert                  | 47706 DDB  |
| weitere Bilder | Fachwerkwohnhaus                   | Untergasse 3 LageFlur: 1, Flurstück: 246/2 | Fachwerkwohnhaus mit seitlichem Holztor. | 17. Jahrhundert                  | 47707 DDB  |
| weitere Bilder | Hofanlage                          | Untergasse 10 LageFlur: 1, Flurstück: 246/2 | Hofanlage mit verputztem Fachwerkwohnhaus | Um 1700                          | 47708 DDB  |

### Rabertshausen
| Bild           | Bezeichnung                | Lage                                                                     | Beschreibung                                                                                        | Bauzeit                      | Objekt-Nr. |
| -------------- | -------------------------- | ------------------------------------------------------------------------ | --------------------------------------------------------------------------------------------------- | ---------------------------- | ---------- |
| weitere Bilder | Gesamtanlage Rabertshausen | Harbstraße 1–9, Rodheimer Straße 3–5, 2–10, Ulfaer Straße 1–5, 2–10 Lage | Platzartiger Kreuzungsbereich dreier Straßenzüge                                                    |                              | 47710 DDB  |
| weitere Bilder | Altes Rathaus              | Harbstraße 1 LageFlur: 1, Flurstück: 47                                  | Fachwerkhaus, Dachreiter mit Uhr                                                                    | 17. Jahrhundert              | 47711 DDB  |
| weitere Bilder |                            | Harbstraße 3 LageFlur: 1, Flurstück: 48/1                                | Fachwerkwohnhaus                                                                                    | 17. Jahrhundert              | 47712 DDB  |
| weitere Bilder |                            | Harbstraße 5 LageFlur: 1, Flurstück: 52/3                                | Verputztes Fachwerkwohnhaus                                                                         | 16. oder 17. Jahrhundert     | 47713 DDB  |
| weitere Bilder |                            | Harbstraße 7 LageFlur: 1, Flurstück: 54/1                                | Hofreite, Fachwerkwohnhaus, Hüttenberger Tor, Nebengebäude,                                         |                              | 47714 DDB  |
| weitere Bilder |                            | Harbstraße 14 LageFlur: 1, Flurstück: 83                                 | Giebelseitig verschiefertes Fachwerkwohnhaus, Freitreppe, eisernes Torgitter, Anbau, Scheune, Mauer | Frühes 19. Jahrhundert       | 47715 DDB  |
| weitere Bilder |                            | Harbstraße 16 LageFlur: 1, Flurstück: 84                                 | Hofanlage, giebelseitig verschindeltes voluminöses Fachwerkwohnhaus, Freitreppe, Nebengebäude       | 19. Jahrhundert              | 47716 DDB  |
| weitere Bilder |                            | Rodheimer Straße 2 LageFlur: 1, Flurstück: 45, 46                        | Teilweise verputztes Fachwerkwohnhaus                                                               | 17. oder 18. Jahrhundert     | 47717 DDB  |
| weitere Bilder |                            | Rodheimer Straße 5 LageFlur: 1, Flurstück: 26, 27                        | Hofreite, verputztes Lehmsteinhaus, Freitreppe, Fachwerkscheune                                     | 19. Jahrhundert              | 47718 DDB  |
| weitere Bilder |                            | Rodheimer Straße 6 LageFlur: 1, Flurstück: 39/1                          | Hofanlage, Fachwerkhaus, Hessischer Kratzputz unter anderem mit Davidstern, Nebengebäude, Scheune   | 18. Jahrhundert              | 47719 DDB  |
| weitere Bilder |                            | Rodheimer Straße 8 LageFlur: 1, Flurstück: 38/2                          | Fachwerkwohnhaus, gründerzeitliches Eisentor                                                        | 18. Jahrhundert              | 47720 DDB  |
| weitere Bilder | Steinkreuz                 | Kreuzäcker (an der Rodheimer Straße) LageFlur: 1, Flurstück: 101         | Beschädigtes Kreuz                                                                                  |                              | 47721 DDB  |
| weitere Bilder |                            | Ulfaer Straße 2 LageFlur: 1, Flurstück: 22/4                             | Verbreitertes Fachwerkwohnhaus mit älterem kräftigem Fachwerk                                       | Spätes 19. Jahrhundert, 1804 | 47722 DDB  |

### Rodheim
| Bild           | Bezeichnung                        | Lage                                                                                    | Beschreibung                                                                                 | Bauzeit                                   | Objekt-Nr. |
| -------------- | ---------------------------------- | --------------------------------------------------------------------------------------- | -------------------------------------------------------------------------------------------- | ----------------------------------------- | ---------- |
| weitere Bilder | Gesamtanlage historischer Ortskern | Eckstraße 2, 4, Lerchenweg 1, 2 Oberndorfer Straße 7–23, 8–16 Lage                      | Historische Parzellen an der Oberndorfer Straße unterhalb der Dorfkirche auf der Basaltkuppe |                                           | 47724 DDB  |
| weitere Bilder | Ev. Kirche                         | Am Lindenberg 4, Die Bergteiler bei der Kirche LageFlur: 1, Flurstück: 75/2, 75/4, 53/1 | Romanischer Chorturm, frühklassizistischer Saalbau mit schlichter Innenausstattung           | Erste Hälfte 13. Jahrhundert (Turm), 1776 | 47725 DDB  |
| weitere Bilder |                                    | Am Lindenberg 5 LageFlur: 1, Flurstück: 87                                              | Hofreite, Fachwerkwohnhaus, Scheune                                                          | 18. Jahrhundert                           | 47726 DDB  |
| weitere Bilder |                                    | Am Lindenberg 10 LageFlur: 1, Flurstück: 109/3                                          | Verputztes Fachwerkwohnhaus                                                                  | 18. Jahrhundert                           | 47727 DDB  |
| weitere Bilder |                                    | Am Lindenberg o. Nr. LageFlur: 1, Flurstück: 65, 66/1, 66/2, 67, 68, 69, 70, 71, 72, 73 | Ehemalige Vorratskeller zwischen verschieden hohen Straßen                                   |                                           |            |
| weitere Bilder |                                    | Eckstraße 4 LageFlur: 1, Flurstück: 175/2                                               | Fachwerkwohnhaus, Mannfiguren, Nebengebäude, Fachwerkscheune                                 | 18. Jahrhundert                           | 47729 DDB  |
| weitere Bilder |                                    | Eckstraße 8 LageFlur: 1, Flurstück: 200                                                 | Hofreite, verputztes Fachwerkwohnhaus, Stall, Fachwerkscheune                                |                                           | 47730 DDB  |
| weitere Bilder | Ehemalige Schule                   | Lerchenweg 6 LageFlur: 1, Flurstück: 88                                                 | Mansardendach, Bruchsteinscheune, Schwengelpumpe                                             | Spätgründerzeitlich                       | 47731 DDB  |
| weitere Bilder | Backhaus                           | Lerchenweg 7 LageFlur: 1, Flurstück: 126                                                | Massives, eingeschossiges Haus, Fachwerkgiebel                                               | Ausgehendes 19. Jahrhundert               | 47732 DDB  |
| weitere Bilder |                                    | Oberndorfer Straße 13 LageFlur: 1, Flurstück: 163                                       | Fachwerkwohnhaus, hoher Sockel, Eckhaus                                                      | Spätes 18. oder frühes 19. Jahrhundert    | 47733 DDB  |
| weitere Bilder |                                    | Oberndorfer Straße 15 LageFlur: 1, Flurstück: 159                                       | Voluminöses verputztes Fachwerkwohnhaus, kassettierte Eingangstür                            | Spätes 18. Jahrhundert                    | 47734 DDB  |
| weitere Bilder | Pfarrhof                           | Oberndorfer Straße 16 LageFlur: 1, Flurstück: 154                                       | Pfarrhaus, Bruchsteinscheune, Nebengebäude                                                   | Nach 1664                                 | 47735 DDB  |
| weitere Bilder |                                    | Oberndorfer Straße 21 LageFlur: 1, Flurstück: 154                                       | Fachwerkwohnhaus, Mannfiguren                                                                | 17. Jahrhundert                           | 47736 DDB  |
| weitere Bilder |                                    | Oberndorfer Straße 23 LageFlur: 1, Flurstück: 153/2                                     | Hofanlage, Fachwerkwohnhaus, Scheunen                                                        | 19. Jahrhundert                           | 47737 DDB  |
| weitere Bilder |                                    | Steinheimer Straße K 188 LageFlur: 1, Flurstück: 317/1                                  | Bruchsteinbrücke                                                                             | Spätes 18. Jahrhundert                    | 47738 DDB  |

### Steinheim
| Bild           | Bezeichnung                        | Lage | Beschreibung | Bauzeit                   | Objekt-Nr. |
| -------------- | ---------------------------------- | --- | --- | ------------------------- | ---------- |
| weitere Bilder | Gesamtanlage historischer Ortskern | Döllebach 1–7, 2–8, Hessenstraße 3–25, 10–36, Katharinenstraße 21, 31, 16–24, Mittelgasse 1–23, 2–32, Neue Fahrt 1, 2, 6 LageFlur: 1, Flurstück: | Ortskern mit ungeregelt gewachsenem Gassensystem                                                                    |                           | 47740 DDB  |
| weitere Bilder | Ehemalige Schule                   | Bürgerhausstraße 4, Bürgerhausstraße LageFlur: 1, Flurstück: 269/1, 269/2, 270                                                                   | Rechteckbau mit Seitenrisaliten, heute, Dorfgemeinschaftshaus                                                       | 1914                      | 47741 DDB  |
| weitere Bilder |                                    | Döllebach 2 LageFlur: 1, Flurstück: 27 | Fachwerkwohnhaus, Mannfigur                                                                                         | 18. Jahrhundert           | 47742 DDB  |
| weitere Bilder |                                    | Döllebach 3 LageFlur: 1, Flurstück: 54/2 | Verkleidetes/verputztes Fachwerkwohnhaus                                                                            | 17. Jahrhundert           | 47743 DDB  |
| weitere Bilder |                                    | Hessenstraße 3 LageFlur: 1, Flurstück: 62, 65 | Fachwerkwohnhaus, Eckhaus                                                                                           | 18. Jahrhundert           | 47744 DDB  |
| weitere Bilder |                                    | Hessenstraße 21 LageFlur: 1, Flurstück: 3/2 | Hofreite, traufständiges Fachwerkwohnhaus mit überbautem Tor, giebelständiges Fachwerkwohnhaus, Scheune             | Spätes 18. Jahrhundert    | 47745 DDB  |
| weitere Bilder |                                    | Katharinenstraße 11 LageFlur: 1, Flurstück: 90                                                                                                   | Hofreite, Klinkerfront, Wohnhaus, Torgebäude, Wirtschaftsgebäude                                                    | 1930er                    | 47746 DDB  |
| weitere Bilder | Ev. Kirche                         | Katharinenstraße 31 LageFlur: 1, Flurstück: 116                                                                                                  | Gedrungener frühgotischer Chorturm mit überwölbtem Altarraum, Schiffneubau von 1962 mit schlichter Innenausstattung | 13. Jahrhundert           | 47747 DDB  |
| weitere Bilder |                                    | Mittelgasse 3 LageFlur: 1, Flurstück: 58/1 | Kleines verputztes Fachwerkwohnhaus                                                                                 | 17. oder 18. Jahrhundert  | 47748 DDB  |
| weitere Bilder |                                    | Mittelgasse 9 LageFlur: 1, Flurstück: 24 | Fachwerkwohnhaus, Anbau mit überbautem Tor                                                                          | 18. Jahrhundert           | 47749 DDB  |
| weitere Bilder |                                    | Mittelgasse 13 LageFlur: 1, Flurstück: 20/1 | Fachwerkwohnhaus, Eckhaus                                                                                           | 1666                      | 47750 DDB  |
| weitere Bilder |                                    | Mittelgasse 21, Mittelgasse 23 LageFlur: 1, Flurstück: 136, 135/3                                                                                | Fachwerkdoppelwohnhaus                                                                                              | 2. Hälfte 17. Jahrhundert | 47752 DDB  |
| weitere Bilder |                                    | Mittelgasse 24 LageFlur: 1, Flurstück: 143 | Fachwerkwohnhaus, Ortszentrum                                                                                       | 17. Jahrhundert           | 47753 DDB  |
| weitere Bilder |                                    | Neue Fahrt 16 LageFlur: 1, Flurstück: 161 | Hofreite, Fachwerkwohnhaus                                                                                          | 18. Jahrhundert (1705)    | 47751 DDB  |

### Trais-Horloff
| Bild           | Bezeichnung                        | Lage | Beschreibung | Bauzeit                | Objekt-Nr. |
| -------------- | ---------------------------------- | --- | --- | ---------------------- | ---------- |
| weitere Bilder | Gesamtanlage Bellersheimer Straße  | Bellersheimer Straße 59–73 LageFlur: 1, Flurstück: 89/3, 89/4, 89/5, 89/6, 89/7, 89/8, 89/9, 89/10                      | Bergarbeitersiedlung mit vier Doppelwohnhäusern                                                                                            | Um 1900                | 55038 DDB  |
| weitere Bilder | Gesamtanlage historischer Ortskern | Alte Dorfstraße 7–23, 2–22, Riedgasse 1–7, 2, Sackgasse 2, Sauerbrunnengasse 1–17, 4–8, Utpher Kirchenpfad 3 und 4 Lage | Von Alter Dorfstraße und Sauerbrunnengasse inselartig umschlossener Siedlungskern                                                          | 17.–18. Jahrhundert    | 55036 DDB  |
| weitere Bilder |                                    | Alte Dorfstraße 4 LageFlur: 1, Flurstück: 60                                                                            | Verputztes Fachwerkwohnhaus | Frühes 17. Jahrhundert | 47816 DDB  |
| weitere Bilder |                                    | Alte Dorfstraße 21 LageFlur: 1, Flurstück: 96                                                                           | Verputzes Fachwerkwohnhaus, Eckhaus | Mitte 17. Jahrhundert  | 47817 DDB  |
| weitere Bilder |                                    | Alte Dorfstraße 22 LageFlur: 1, Flurstück: 68/2                                                                         | Fachwerkwohnhaus, Eckhaus | 1677                   | 47818 DDB  |
| weitere Bilder |                                    | Bellersheimer Straße 6 LageFlur: 1, Flurstück: 159                                                                      | Fachwerkhofreite mit Wohnhaus, Scheune, Stall                                                                                              | Spätes 18. Jahrhundert | 47819 DDB  |
| weitere Bilder | Sog. Neue Schule                   | Bellersheimer Straße 6 LageFlur: 1, Flurstück: 160                                                                      | Massivbau mit Korbbogenfenster, heute Kindergarten                                                                                         | 1907                   | 47819 DDB  |
| weitere Bilder | Alte Schule                        | Bellersheimer Straße 9 LageFlur: 1, Flurstück: 41                                                                       | Schlichter Bau, später Rathaus; Brunnen, Schwengelpumpe                                                                                    | 1847                   | 47821 DDB  |
| weitere Bilder | Steinkreuz                         | Bellersheimer Straße 28 LageFlur: 1, Flurstück: 166                                                                     | Aus dunklem Basalt, achteckiger Fuß |                        | 65550 DDB  |
| weitere Bilder | Verbotsstein                       | Auf der Lochhecke LageFlur: 2, Flurstück: 70/5                                                                          | Sandsteinblock mit Strafpreisen |                        | 65568 DDB  |
| weitere Bilder | Ev. Kirche                         | Utpher Kirchenpfad 2, Sauerbrunnengasse K 186 LageFlur: 1, Flurstück: 125                                               | Saalkirche des 14. Jahrhunderts mehrfach umgebaut, zweizonige Stichbogenfenster, barocker Ostturm mit verschieferter Haube, Orgel von 1776 | 14. Jahrhundert / 1740 | 47822 DDB  |
| Steinkreuz     | Steinkreuz                         | Utpher Kirchenpfad 2 LageFlur: 1, Flurstück: 125                                                                        | Beschädigtes Kreuz, Kirchhof |                        | 97714 DDB  |
| weitere Bilder | Pfarrhaus                          | Utpher Kirchenpfad 4 LageFlur: 1, Flurstück: 124                                                                        | Am Klassizismus orientiertes Gebäude am Kirchhof, Freitreppe                                                                               | 1926                   | 47823 DDB  |

### Utphe
| Bild           | Bezeichnung                        | Lage                                          | Beschreibung | Bauzeit                  | Objekt-Nr. |
| -------------- | ---------------------------------- | --------------------------------------------- | --- | ------------------------ | ---------- |
| weitere Bilder | Gesamtanlage historischer Ortskern | Hintergasse 1–3, Weedstraße 3–47, 12a–34 Lage | Gebäude beiderseits des Rathausplatzes (Ortsmittelpunkt) entlang der Weedstraße                                              |                          | 47755 DDB  |
| weitere Bilder | Oberhof                            | Alleestraße 10 LageFlur: 1, Flurstück: 1/20   | Verputztes Fachwerkgebäude, ehemaliges Solmsisches Hofgut                                                                    | Um 1600                  | 47757 DDB  |
| weitere Bilder | Storcksches Haus                   | Hintergasse 2 LageFlur: 1, Flurstück: 114/1   | Klassizistisches Fachwerkwohnhaus, Scheune                                                                                   | 1780                     | 47758 DDB  |
| weitere Bilder | Sachgesamtheit Hofgut Utphe        | Weedstraße 16 LageFlur: 1, Flurstück: 97/2    | Ehemaliges Solmsisches Hofgut, Haupthaus aus Bruchstein, Wirtschaftsgebäude, Brunnen, Pumpe aus Gusseisen, Torpfosten, Mauer | 1707                     | 47756 DDB  |
| weitere Bilder | Alte Schule/Rathaus                | Weedstraße 17 LageFlur: 1, Flurstück: 20      | Altes Schulhaus, zeitweise Rathaus, Mansardendach, Dachreiter                                                                | Nach 1780 (Großbrand)    | 47759 DDB  |
| weitere Bilder |                                    | Weedstraße 19 LageFlur: 1, Flurstück: 25      | Barocke Sandsteinpforte | 1772                     | 47760 DDB  |
| weitere Bilder | Ehemaliges Rathaus                 | Weedstraße 21 LageFlur: 1, Flurstück: 27, 28  | Kubischer Bau mit Walmdach, ehem. Rathaus und Spritzenhaus                                                                   | Nach 1780 (Großbrand)    | 47761 DDB  |
| weitere Bilder |                                    | Weedstraße 31 LageFlur: 1, Flurstück: 38/2    | Hofreite mit verkleidetem Fachwerkwohnhaus, Hoftor                                                                           | 17. oder 18. Jahrhundert | 47762 DDB  |
| weitere Bilder |                                    | Weedstraße 41 LageFlur: 1, Flurstück: 47      | Hofreite, verputztes Fachwerkwohnhaus, schmiedeeisernes Tor, Nebengebäude, Scheune                                           | 19. Jahrhundert          | 47763 DDB  |

### Villingen
| Bild           | Bezeichnung                        | Lage | Beschreibung | Bauzeit                      | Objekt-Nr. |
| -------------- | ---------------------------------- | --- | --- | ---------------------------- | ---------- |
| weitere Bilder | Gesamtanlage historischer Ortskern | An der Kirche 1–37, 2–18, An der Schule 1–5, Glockengasse 1–9, 2–14, Königsstraße 9–11, Langgasse 5–29, 8–38, Lipsengasse 9–13, 2, Pfarrgasse 1–5, 2–6 Lage | Geviert um die Kirche | 18. Jahrhundert              | 47765 DDB  |
| weitere Bilder | Ev. Kirche                         | An der Kirche 8 LageFlur: 1, Flurstück: 1 | Mittelalterlicher Turm, 5/8-Chorabschluss des 14. Jahrhunderts, spätgotisches Langschiff mit barocker Fachwerkaufstockung | 13./14. Jahrhundert, 1696/97 | 47766 DDB  |
| weitere Bilder |                                    | An der Kirche 9 LageFlur: 1, Flurstück: 165 | Fachwerkwohnhaus, Anbau, Scheune                                                                                          | Spätes 17. Jahrhundert       | 47767 DDB  |
| weitere Bilder |                                    | An der Kirche 11 LageFlur: 1, Flurstück: 164 | Schmales Fachwerkwohnhaus                                                                                                 | 17. Jahrhundert              | 47768 DDB  |
| weitere Bilder |                                    | An der Kirche 37 LageFlur: 1, Flurstück: 149 | Breit gedrungenes verputztes Fachwerkwohnhaus                                                                             | 18. Jahrhundert              | 47769 DDB  |
| weitere Bilder |                                    | An der Schule 1 LageFlur: 1, Flurstück: 69 | Fachwerkwohnhaus, Anbau mit eingeschnittenem Tor                                                                          | 17. Jahrhundert              | 47770 DDB  |
| weitere Bilder |                                    | Bahnhofstraße 19 LageFlur: 1, Flurstück: 335/1 | Wohnhaus, linsenförmige Eckelemente                                                                                       | Um 1900, Gründerzeit         | 47771 DDB  |
| weitere Bilder |                                    | Bahnhofstraße 60 LageFlur: 1, Flurstück: 692/1 | Wohnhaus mit Zierfachwerk                                                                                                 | Späte Gründerzeit            | 47772 DDB  |
| weitere Bilder | Bahnhof                            | Bahnhofstraße 69 LageFlur: 1, Flurstück: 721/2 | Rechteckbau, Erdgeschoss verklinkert, Obergeschoss verbrettert                                                            | Kurz vor 1900                | 47773 DDB  |
| weitere Bilder |                                    | Glockengasse 1 LageFlur: 1, Flurstück: 13/3 | Verputztes Fachwerkwohnhaus                                                                                               | 18. Jahrhundert              | 47774 DDB  |
| weitere Bilder | Waage                              | Glockengasse o. Nr. LageFlur: 1, Flurstück: 6 | Kleines Fachwerkgebäude                                                                                                   |                              | 47775 DDB  |
| weitere Bilder |                                    | Grauberg, Kellerweg LageFlur: 1, Flurstück: 80, 741/1 | Ehemalige Vorratskeller mit gemauerten Eingängen                                                                          |                              | 47776 DDB  |
| weitere Bilder | Ehemalige Schule                   | Königstraße 11 LageFlur: 1, Flurstück: 33 | Langgezogener Klinkerbau                                                                                                  | 1892/93                      | 47777 DDB  |
| weitere Bilder |                                    | Langgasse 9 LageFlur: 1, Flurstück: 133 | Fachwerkwohnhaus | 1787                         | 47778 DDB  |
| weitere Bilder |                                    | Langgasse 12, Langgasse 14 LageFlur: 1, Flurstück: 28, 29/1                                                                                                 | Einseitig verputztes Fachwerkdoppelhaus mit mittiger Hofeinfahrt                                                          | 18. Jahrhundert              | 47779 DDB  |
| weitere Bilder |                                    | Langgasse 24 LageFlur: 1, Flurstück: 32 | Hofreite, verputztes Fachwerkwohnhaus, überbautes Tor, Nebengebäude                                                       |                              | 47780 DDB  |
| weitere Bilder |                                    | Langgasse 28 LageFlur: 1, Flurstück: 71/1 | Fachwerkwohnhaus, Toranbau                                                                                                | 18. Jahrhundert              | 47781 DDB  |
| weitere Bilder | Transformatorenturm                | Die Brückengärten LageFlur: 1, Flurstück: 474 | Erdgeschoss mit Bruchsteinmauerwerk                                                                                       | 1914                         | 47784 DDB  |
| weitere Bilder | Pfarrhaus                          | Pfarrgasse 2 LageFlur: 1, Flurstück: 72 | Voluminöses Fachwerkwohnhaus, Pfarrgarten, schmiedeeisernes Tor, Nebengebäude, Mauer                                      | 1621                         | 47782 DDB  |
| weitere Bilder |                                    | Pfarrgasse 4 LageFlur: 1, Flurstück: 73 | Verputztes Fachwerkwohnhaus, Fachwerkgiebel freiliegend                                                                   | 17. oder 18. Jahrhundert     | 47783 DDB  |

## Abgegangene Kulturdenkmäler
Langd
- Rathausgasse 1, Neubau innerhalb der denkmalgeschützten Gesamtanlage